# Ambidextrie

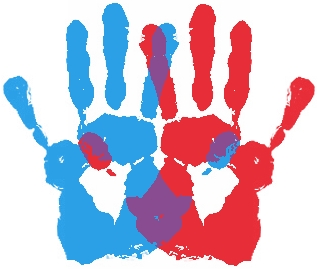
Ambidextrie is tweehandigheid

Ambidextrie (van het Latijn ambo "beide" en dexter "rechts") of tweehandigheid is het fenomeen dat iemand zowel links- als rechtshandig is. De meeste mensen zijn in meer of mindere mate rechts- of linkshandig, en ambidextrie komt dan ook niet vaak voor. Circa 1 procent van de mensen is van nature ambidexter. Een beroemd voorbeeld is Leonardo da Vinci.
Ambidextrie is niet hetzelfde als kruisdominantie, het verschijnsel dat iemand voor verschillende taken een verschillende hand gebruikt.

## Etymologie
Het woord "ambidexter" is afgeleid van de Latijnse wortels ambo-, met de betekenis "beide" en dexter, met de betekenis "rechts". "Ambidexter" is dus letterlijk "allebei rechts" en is voor het eerst in 1847 in het Nederlands opgetekend.
Het Latijnse woord is weer afgeleid uit het Griekse 'αμφι-δέξιος'.
Er zijn linkshandigen die de term ‘ambidexter’, wat immers letterlijk zoiets als twee rechterhanden hebbend betekent, als onaangenaam en enigszins discriminerend ervaren.

## Aangeleerd
Ambidextrie kan tot op zekere hoogte worden aangeleerd. Een motief kan een arm- of polsbreuk zijn. Bij sommige mensen komt ambidextrie nog voor omdat natuurlijke linkshandigheid vroeger op scholen (en vaak ook thuis) werd ontmoedigd of zelfs verboden, waardoor een kind gedwongen rechtshandig leerde schrijven.
Aangeleerde ambidextrie komt vaker voor bij mensen die oorspronkelijk linkshandig zijn en zich tweehandigheid aangeleerd hebben, zowel uit zichzelf als vanwege dwang tijdens de schooltijd of vanwege beroepen waarbij rechtshandige gewoontes sterk benadrukt of verplicht zijn. Omdat veel huishoudelijke artikelen, zoals blikopeners en scharen, asymmetrisch zijn en ontworpen voor rechtshandigen, leren veel linkshandigen aan ze met de rechterhand te gebruiken vanwege de moeilijke verkrijgbaarheid of het geheel ontbreken van een linkshandige variant. Om die reden zijn linkshandigen veel meer geneigd om motorische vaardigheden in hun niet-dominante hand te ontwikkelen dan rechtshandigen (die niet te maken hebben met apparaten die linkshandigheid bevoordelen). Rechtshandigen ontwikkelen ambidextrie meestal als gevolg van een blessure van hun rechterarm of -hand.

## Voordelen
Ambidextrie kan een voordeel zijn, zoals bij tennissers, pianisten en polospelers. Het woord ambidextrie wordt ook gebruikt voor iemand die met beide voeten even vaardig is, wat dan weer voor andere sporten zoals voetbal en hink-stap-springen een voordeel kan zijn.
Tweehandig- en/of-voetigheid wordt vaak gestimuleerd bij activiteiten die grote vaardigheid van beide handen of voeten vereisen, zoals breien, typen, jongleren, zwemmen, percussie spelen, keyboard spelen, skateboarden, honkbal, lacrosse, chirurgie, paardrijden, boksen, martial arts, capoeira, parkour, voetbal, korfbal en basketbal.

## Sport

### Atletiek
In atletiek stond Jonathan Edwards, de Britse hink-stap-springer, er bekend om dat hij in rugby met beide voeten kon trappen. Ook was hij buitengewoon ambidexter bij het afzetten in wedstrijdsprongen.

### Autoracen
Coureurs die internationaal rijden, kunnen soms geconfronteerd worden met auto's met het stuur aan de rechterkant. Hoewel dit voor het sturen zelf niet zoveel uitmaakt, moet de linkerhand gebruikt worden om te schakelen. Een coureur die gemakkelijk kan wisselen is in het voordeel. Bij de tegenwoordig wijdverbreide techniek om met de linkervoet te remmen is een linkshandige rijder in principe in het voordeel.

### Basketbal
In het basketbal zijn LeBron James, Kobe Bryant, Kyrie Irving, John Wall, Derrick Rose, Andrew Bogut en de gebroeders Marc en Pau Gasol ambidextere spelers. De meeste hebben een voorkeurshand, maar kunnen met beide handen passen of schieten.

### Biljarten
Biljarters kunnen verder over de tafel reiken als ze met elke hand kunnen spelen, aangezien de keu dan naar believen links of rechts van het lichaam gehouden kan worden. De Engelse snookeraar Ronnie O'Sullivan kan met beide handen op wereldniveau spelen. Weliswaar mist hij pure kracht in zijn linkerarm, maar hij is wel in staat om van hand te wisselen om stoten aan te gaan die anders in een zeer ongelukkige houding of met behulp van een rest moeten worden gedaan.

### Boards
In het skateboarden wordt met de niet-dominante voet vóór kunnen skaten hoog gewaardeerd en "switch skating" genoemd. Switch skateboarders zijn onder anderen Rodney Mullen, Eric Koston, Guy Mariano, Paul Rodriguez jr. en Bob Burnquist. Voor windsurfen en snowboarden geldt ongeveer hetzelfde.

### Cricket
Bij het cricket biedt de mogelijkheid om beide armen te gebruiken eveneens voordelen. Tweehandige fielders kunnen met één hand vangen en met willekeurig welke hand gooien.

### Golf
Ambidextrie wordt in golf vaak als voordeel gezien, in het bijzonder als een linkshandige speler rechtshandige clubs gebruikt. Door meer precisie met links te hebben, kan men beter gecontroleerde en sterkere drives spelen. Mac O'Grady was een rechtshandige profspeler die desondanks zonder handicap met links kon spelen. Katelyn Johnson is een bekende vrouwelijke ambidexter golfer.

### Hockey
Hockeyers worden gedwongen rechtshandig te spelen. De spelregels vereisen dat de bal alleen met de platte kant van de hockeystick mag worden geslagen. Slechts één bekende speler speelde met de onorthodoxe linkerhand beneden en rechterhand boven, Laeeq Ahmed, die tussen 1991 en 1992 voor het nationale Pakistaanse team uitkwam. Linkshandige sticks zijn zeldzaam, wellicht omdat ze scheidsrechters in verwarring brengen.

### Honkbal
Ambidextrie wordt in het honkbal hoog gewaardeerd. Het zogenaamde "switch hitting" is daar de meest bekende exponent van. Een slagman maakt een statistisch hogere kans met succes de bal te slaan, indien deze geworpen is door een pitcher met de tegenovergestelde handvoorkeur. Een tweehandige slagman kan dus steeds de meest gunstige kant kiezen. Pete Rose, die de meeste hits in de geschiedenis van de Major League Baseball op zijn naam heeft, was een switch hitter. Switch pitchers komen ook voor, alhoewel zelden.

### Kunstschaatsen
In het kunstschaatsen springen en draaien de meeste rechtshandige schaatsers linksom en de linkshandigen omgekeerd. Olympisch kampioen John Curry viel op omdat hij tegen de klok in sprong en met de klok mee draaide. Slechts weinigen zijn hiertoe in staat en deze figuur wordt in het jurysysteem van de ISU beschouwd als een "moeilijke variatie". Ook Michelle Kwan heeft deze figuur in haar repertoire.

### Oosterse vechtkunsten
De diverse oosterse vechtkunsten (martial arts) laten een hoger aantal beoefenaars zien die opzettelijk ambidextrie hebben ontwikkeld dan in de vechtsporten. De reden is dat in tegenstelling tot een sport, die vastgelegde regels heeft en vaak vaste spelersvoorkeuren, traditionele vechtkunsten bedoeld zijn voor situaties als gevechten op het slagveld of zelfverdediging, waarin zich veel meer verschillende fysieke uitdagingen kunnen voordoen.
Sommige kunsten en scholen trainen bij technieken en bewegingen bijna standaard beide zijden, terwijl andere bepaalde technieken bestemmen voor links en andere voor rechts. De reden is velerlei. Sommige technieken zijn speciaal bedoeld om gebruik te maken van de zwakkere kant van de meestal rechtshandige tegenstander - bepaalde wapens in het vroegere China werden bijna altijd rechts gedragen - en deze gewoonte heeft zich tot in de huidige tijd voortgezet. Een voorbeeld is het speerwerpen in Xing Yi Quan, dat bijna uitsluitend rechtshandig wordt aangeleerd, terwijl de overige Xing Yi Quan-technieken meestal ambidexter beoefend worden.

### Racketsporten
Een tennisspeler kan een backhand makkelijker halen als hij zich goed kan redden met zijn zwakkere arm. Jevgenia Koelikovskaja was ambidexter; zij speelde met twee forehands en zonder backhand, naar believen haar racket in de andere hand nemend al naargelang waar de bal kwam. Jan-Michael Gambill speelde met een tweehandige forehand en backhand, maar serveerde met rechts. Fabrice Santoro en Monica Seles speelden ook hun forehand tweehandig. Seles' speelstijl was daarnaast bijzonder, aangezien ze bij zowel linkse als rechtse slagen haar dominante linkerhand aan de basis van haar racket hield. Zij sloeg haar forehand dus kruishandig.
In het badminton speelt ambidextrie niet zo'n grote rol doordat het zo'n snelle sport is, waarbij de benodigde reactietijd minimaal is. Sommige spelers met ambidextrie zijn in staat om hun racket van hand te wisselen om een moeilijke backhandhoek te halen.

### Rugby
In het rugby is ambidextrie een voordeel bij het overgooien naar een medespeler en bij het schoppen van de bal om terreinwinst te boeken of te scoren.

### Vechtsporten
In vechtsporten kan er gekozen worden voor een stand met het linkerbeen naar voren en de rechtervuist gereed ("orthodox") of omgekeerd ("south-paw"). Ambidextrie kan hierbij dus nuttig zijn. Zo kan de sporter zich aanpassen aan de tegenstander, of hem/haar juist in verwarring brengen (letterlijk op het verkeerde been te zetten).
De bokser Manny Pacquiao staat south-paw in de ring, hoewel hij buiten de ring ambidexter is.

### Voetbal
In het voetbal biedt tweebenigheid meer opties om te passen, te passeren en te scoren, en tevens om zowel aan de linker- als aan de rechterkant van het veld uit de voeten te kunnen. Om die reden worden spelers die ook met hun zwakkere been in staat zijn goed te spelen hoger gewaardeerd. Bekende voetballers bij wie tweebenigheid is aangeboren zijn onder meer Lionel Messi, Andreas Brehme, Zinédine Zidane, Zico, Sócrates, Johan Cruijff, Alfredo Di Stefano, Paolo Maldini, Cristiano Ronaldo en Pavel Nedvěd. Andere voorbeelden zijn Toni Kroos, Luka Modrić, Adriano Correia, Julian Draxler, Wesley Sneijder, Dennis Bergkamp, David Villa, Hernanes, Ross Barkley, Marek Hamšík, Adel Taarabt, Jack Rodwell, Adam Lallana, Santi Cazorla, Neymar, Francesco Totti en Juan Lozano.

## Kunst
Hoewel de meeste kunstenaars een voorkeurshand hebben, zijn er die beide handen gebruiken bij bijvoorbeeld tekenen en beeldhouwen. Aangenomen wordt dat Leonardo da Vinci beide handen is gaan gebruiken nadat hij in zijn jeugd zijn rechterhand had verwond.
Een recenter voorbeeld is Robert Baden-Powell, oprichter van de scouting, maar ook illustrator, die naar eigen zeggen twee keer zo snel werkte omdat hij met beide handen tegelijk tekende.
Gur Keren is een kunstenaar uit de moderne tijd die met beide handen en zelfs voeten kan tekenen.

## Muziek
Ringo Starr, drummer van The Beatles, is linkshandig, maar bespeelt een rechtshandig drumstel. Paul McCartney was eveneens linkshandig, maar liet de snaren van zijn gitaren omzetten. Gitarist Michael Angelo Batio kan op hoog niveau zowel links als rechts spelen. De ambidextrie van Jimi Hendrix is wellicht het meest bekend en onderwerp van wetenschappelijke studie geweest.

## Breien
Bij het breien is het nauwkeurig leren gebruiken van twee naalden met twee handen essentieel. Mensen die van nature linkshandig zijn of eerst hebben leren haken voordat ze leerden breien zijn sterk tweehandig.

## Operaties
Ambidextrie is nuttig na een medische ingreep aan een dominante hand of arm, omdat de patiënt gebruik kan maken van de niet-dominante ledemaat, terwijl het andere lichaamsdeel herstellende is.